# 실리스트라주

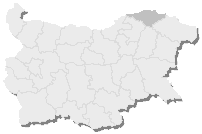
실리스트라 주의 위치

실리스트라주(불가리아어: Област Силистра)는 불가리아 북동부와 남부 도브루자 지방에 위치한 주로, 주도는 실리스트라이며 면적은 2,846km2, 인구는 142,000명, 인구 밀도는 46명/km2, 자동차 번호는 CC이다.
북쪽으로는 다뉴브강을 경계로 루마니아와 국경을 접하고 있고 동쪽과 남동쪽으로는 도브리치 주, 남쪽으로는 슈멘 주, 남서쪽으로는 라즈그라드 주, 서쪽으로는 루세 주와 접한다. 7개 시를 관할한다.

## 인구
| 연도                      | 인구    | ±%     |
| ------------------------- | ------- | ------ |
| 1946                      | 152,287 | —      |
| 1956                      | 163,572 | +7.4%  |
| 1965                      | 170,442 | +4.2%  |
| 1975                      | 175,754 | +3.1%  |
| 1985                      | 174,122 | −0.9%  |
| 1992                      | 161,063 | −7.5%  |
| 2001                      | 142,000 | −11.8% |
| 2011                      | 119,474 | −15.9% |
| 2021                      | 97,770  | −18.2% |
| 출처: pop-stat.mashke.org |         |        |

## 같이 보기
- 불가리아의 주